# Deleitosa
Deleitosa è un comune spagnolo di 865 abitanti situato nella comunità autonoma dell'Estremadura.